# Moestafa Talha
Moestafa Talha (1º dicembre 1970) è un ex calciatore ed ex giocatore di calcio a 5 marocchino naturalizzato olandese.

## Carriera
Come massimo riconoscimento in carriera vanta la partecipazione, con la Nazionale maschile di calcio a 5 dei Paesi Bassi, dapprima all'European Futsal Tournament 1996 dove i Paesi Bassi giungono sesti ed ultimi nella fase finale, qualificandosi per il successivo mondiale; ed appunto al FIFA Futsal World Championship 1996 sempre in Spagna dove la nazionale arancione è giunta al secondo turno nel girone comprendente Brasile, Ucraina ed Uruguay. Ha poi partecipato all'Europeo del 1999 dove i Paesi Bassi sono giunti al quarto posto, battuta nella finalina dall'Italia.
Partecipa poi al FIFA Futsal World Championship 2000 in Guatemala dove la nazionale arancione è giunta al secondo turno, infine fa parte della spedizione olandese all'Europeo del 2001 che rimane esclusa dalle semifinali.